# マルクノイキルヘン国際器楽コンクール
マルクノイキルヘン国際器楽コンクール（ドイツ語: Internationaler Instrumentalwettbewerb Markneukirchen）は、ドイツのマルクノイキルヒェンで開催される弦楽器及び管楽器奏者のための音楽コンクールである。
1993年、国際音楽コンクール連盟に加盟した。

## 開催年と入賞者

### 第20回（1985年）
（ヴィオラ部門）
- 第1位　なし
- 第2位　小林秀子（日本）
- 第3位　ステファン・フェーラント（ドイツ）、ピエール・レネール（ドイツ）

（コントラバス部門）
- 第1位　オヴィディウ・バディラ（ルーマニア）
- 第2位　Frithjof-Martin Grabner（東ドイツ）
- 第3位　Veit-Peter Schüßler（西ドイツ）

（ギター部門）
- 第1位　なし
- 第2位　ヨージェフ・エトヴェシュ（ハンガリー）
- 第3位　トーマス・ギュンター（東ドイツ）

### 第21回（1986年）
（トランペット部門）
- 第1位　なし
- 第2位　ガブリエレ・カッソーネ（イタリア語版）（イタリア）、ゲルト・フィッシャー（ドイツ）

（ホルン部門）
- 第1位　Miklós Nagy（ハンガリー）
- 第2位　Jens Köhli（ドイツ）
- 第3位　Andreas Langosch（ドイツ）

（トロンボーン部門）
- 第1位　なし
- 第2位　Michael Mulcay（オーストラリア）
- 第3位　アンドレア・バンディーニ（イタリア）、Michal Jaško（チェコ）

### 第22回（1987年）
（ヴァイオリン部門）
- 第1位　なし
- 第2位　鈴木裕子（日本）、カトリーン・ショルツ（ドイツ）
- 第3位　エレナ・デニソワ（ロシア）

（チェロ部門）
- 第1位　Johanna Picker（オーストリア）
- 第2位　Natalija Homa（ロシア）
- 第3位　Alexei Massarski（ロシア）

### 第23回（1988年）
（クラリネット部門）
- 第1位　Wolram Große（ドイツ）
- 第2位　Birgit Götz（ドイツ）
- 第3位　Dušan Mihely（チェコ）

（ホルン部門）
- 第1位　なし
- 第2位　クリスチャン・ランパート（ドイツ）、ジェフリー・ウィンター（アメリカ）
- 第3位　Torsten Gottschalk（スペイン）

（チューバ部門）
- 第1位　なし
- 第2位　Jörg Wachsmut（ドイツ）、Rainer Huß（ドイツ）
- 第3位　Dorothee Kretschmann（ドイツ）

### 第24回（1989年）
（ヴィオラ部門）
- 第1位　なし
- 第2位　なし
- 第3位　トマス・セルディッツ（ドイツ）、イヴォ・バウアー（ドイツ）

（コントラバス部門）
- 第1位　Burguslav Furtok（ポーランド）
- 第2位　Andreas Wylezol（ドイツ）
- 第3位　Christine Hook（スペイン）

（ギター部門）
- 第1位　なし
- 第2位　Gerardo Pérez Capdevila（キューバ）、Gerald Handrick（ドイツ）

### 第25回（1990年）
（ファゴット部門）
- 第1位　なし
- 第2位　Axel Andrae（東ドイツ）、ビート・ブライナー（スイス）
- 第3位　Alexei Tkachuk（ウクライナ）

（フルート部門）
- 第1位　Antje Schurrock（東ドイツ）
- 第2位　Anna Garzuly（ハンガリー）
- 第3位　クリスティアン・シュプレンガー（東ドイツ）

（トランペット部門）
- 第1位　マティアス・ヘフス（西ドイツ）
- 第2位　マーティン・ウィンター（イギリス）

### 第26回（1991年）
（ホルン部門）
- 第1位　Markus Frank（ドイツ）
- 第2位　Markus Juhan Maskuniitty（フィンランド）
- 第3位　シュテファン・ドール（ドイツ）

### 第27回（1992年）
（オーボエ部門）
- 第1位　Brigitte Horlitz（ドイツ）
- 第2位　シルヴィア・ザバレッラ（スイス）
- 第3位　Anne Marckardt（ドイツ）

（チューバ部門）
- 第1位　Jörg Wachsmuth（ドイツ）
- 第2位　Lennart Nord（スウェーデン）
- 第3位　ヨゼフ・バシンカ（ハンガリー）

### 第28回（1993年）
（チェロ部門）
- 第1位　なし
- 第2位　タチアナ・ヴァシリエヴァ（ロシア）、ウォルフガング・エマヌエル・シュミット（ドイツ）
- 第3位　Bertrand Raynaud（フランス）

（コントラバス部門）
- 第1位　Ilka Emmert（ドイツ）
- 第2位　Jean-Edmond Bacquet（フランス）
- 第3位　Georg Straka（オーストリア）

### 第29回（1994年）
（クラリネット部門）
- 第1位　なし
- 第2位　ジャン＝フィリップ・ヴィヴィエ（フランス）、Günther Forstmaier（ドイツ）
- 第3位　Jochen Schwarzmann（ドイツ）

（ホルン部門）
- 第1位　ラデク・バボラーク（チェコ）
- 第2位　なし
- 第3位　マルク・シャモ（フランス）、 Bernd Künkele（ドイツ）

### 第30回（1995年）
（ヴァイオリン部門）
- 第1位　Linda Wang（アメリカ）
- 第2位　アネット・フォン・ヘーン（ドイツ）
- 第3位　植村菜穂（日本）

（ヴィオラ部門）
- 第1位　清水直子（日本）
- 第2位　Tatjana Masurenko（ロシア）
- 第3位　Alexandre Chelkovnikov（ロシア）

### 第31回（1996年）
（ホルン部門）
- 第1位　なし
- 第2位　Tomás Gallart（スペイン）
- 第3位　アレッシオ・アレグリーニ（イタリア）、László Seeman（ハンガリー）

（チューバ部門）
- 第1位　ステファン・ラベリ（フランス）
- 第2位　アルノー・ブーキティン（フランス）
- 第3位　Markus Hötzel（ドイツ）

### 第32回（1997年）
（ギター部門）
- 第1位　Ricardo Jesus Gallen（スペイン）
- 第2位　Zoran Dukic（クロアチア）
- 第3位　Denis Azabagic（ボスニア・ヘルツェゴビナ）

（チェロ部門）
- 第1位　なし
- 第2位　Gabriel Razvan Suma（ルーマニア）、Tobias Stosiek（ドイツ）
- 第3位　Denis Krotov（ロシア）

### 第33回（1998年）
（フルート部門）
- 第1位　Gaspar Hoyos（コロンビア）
- 第2位　Henrik Wiese（ドイツ）
- 第3位　Christina Fassbender（ドイツ）
- 第4位　アンジェラ・チッテーリオ（イタリア）
- 第5位　Gary Arbuthnot（イギリス）

（トランペット部門）
- 第1位　David Guerrier（フランス）
- 第2位　Jeroen Berwaerts（ベルギー）
- 第3位　Tora Thorslund（スウェーデン）
- 第4位　Holger Schäfer（ドイツ）
- 第5位　Jaroslav Halir

### 第34回（1999年）
（コントラバス部門）
- 第1位　Petru Iuga（ルーマニア）
- 第2位　Ioan-Cristian Braica（ルーマニア）
- 第3位　Jan Kotula（ポーランド）

（ヴァイオリン部門）
- 第1位　Susanna Henkel（ドイツ）
- 第2位　Jaroslaw Nadrzycki（ポーランド）
- 第3位　Ewa Pyrek（ポーランド）

### 第35回（2000年）
（ホルン部門）
- 第1位　なし
- 第2位　Szabolcs Zempléni（ハンガリー）
- 第3位　Dariusz Mikulski（ポーランド）、Dmitri Babanov Horn（ロシア）

（チューバ部門）
- 第1位　Markus Hötzel（ドイツ）
- 第2位　Roland Szentpáli（ハンガリー）
- 第3位　アレッサンドロ・フォッシ（イタリア）

### 第36回（2001年）
（ヴィオラ部門）
- 第1位　なし
- 第2位　なし
- 第3位　Benjamin Rivinius（ドイツ）、Arie Schächter（イスラエル）

（チェロ部門）
- 第1位　Stefan Heinemeyer（ドイツ）
- 第2位　Andreas Timm（ドイツ）
- 第3位　グレゴリー・アルミャン（ロシア）

### 第37回（2002年）
（フルート部門）
- 第1位　Sarah Rumer（スイス）
- 第2位　Dóra Ombódi（ハンガリー）、Dóra Seres（ハンガリー）
- 第3位　なし
- 第4位　Britta Jacobs（ドイツ）

（トロンボーン部門）
- 第1位　Alexander Gorbunov（ロシア）
- 第2位　Robert Kozánek（チェコ）
- 第3位　Robert Lugosi（ハンガリー）

### 第38回（2003年）
（ギター部門）
- 第1位　マルチン・ディラ（英語版）（ポーランド）
- 第2位　Juuso Nieminen（フィンランド）
- 第3位　Ramon Carnota Mendez（スペイン）

（ヴァイオリン部門）
- 第1位　なし
- 第2位　Maxim Brylinsky（ウクライナ）
- 第3位　David Schultheiss（ドイツ）、Sareika Vineta（ラトビア）
- 第4位　Saténik Khourdoian（フランス）

### 第39回（2004年）
（ホルン部門）
- 第1位　Robert Langbein（ドイツ）
- 第2位　Raimund Zell（ドイツ）
- 第3位　Karel Hofmann（チェコ）

（チューバ部門）
- 第1位　Carolyn Jantsch（アメリカ）
- 第2位　Jesper Boile Nielsen（デンマーク）
- 第3位　Roland Szentpali（ハンガリー）

### 第40回（2005年）
（コントラバス部門）
- 第1位　Benedikt Huebner（ドイツ）
- 第2位　Dominik Greger（ドイツ）
- 第3位　Gabriel Vacariu（ルーマニア）

（チェロ部門）
- 第1位　Peter Somodari（ハンガリー）
- 第2位　Suh Young Moon（韓国）
- 第3位　Marcin Zdunik（ポーランド）

### 第41回（2006年）
（ファゴット部門）
- 第1位　なし
- 第2位　Philipp Zeller（ドイツ）
- 第3位　Vaclav Vonasek（チェコ）

（クラリネット部門）
- 第1位　なし
- 第2位　Sebastian Manz（ドイツ）、Shirley Brill（イスラエル）
- 第3位　Irvin Venys（チェコ）

### 第42回（2007年）
（ヴァイオリン部門）
- 第1位　Sarah Kapustin（アメリカ）
- 第2位　Carolina Kurkowski Perez（ポーランド/コロンビア）、Sun-Mi Chang（韓国）

（ヴィオラ部門）
- 第1位　Barbara Buntrock（ドイツ）
- 第2位　なし
- 第3位　Julie Risbet（フランス）、Chaim T. Steller（オランダ）

### 第43回（2008年）
（ホルン部門）
- 第1位　Julius Pranevičius（リトアニア）
- 第2位　パオロ・メンデス（ドイツ）
- 第3位　Zoltán Mácsai（ハンガリー）

（チューバ部門）
- 第1位　Benjamin Pierce（アメリカ）
- 第2位　佐藤和彦（日本）
- 第3位　トマ・ルルー（フランス）

### 第44回（2009年）
（チェロ部門）
- 第1位　Tomasz Daroch（ポーランド）
- 第2位　Victor Julien-Laferrière（フランス）
- 第3位　Arne-Christian Pelz（ドイツ）

（ギター部門）
- 第1位　Otto Tolonen（フィンランド）
- 第2位　ラファエル・アギーレ（スペイン）
- 第3位　Matthias Müller（ドイツ）

### 第45回（2010年）
（オーボエ部門）
- 第1位　なし
- 第2位　Cristina Gómez Godoy（スペイン）、イヴァン・ポディヨモフ（ロシア）
- 第3位　トーマス・ヘッカー（ドイツ）

（トロンボーン部門）
- 第1位　Karol Jan Gajda（ポーランド）
- 第2位　Angelos Kritikos（ギリシャ）
- 第3位　Lukaš Mot’ka（チェコ）

### 第46回（2011年）
（ヴァイオリン部門）
- 第1位　イレーヌ・デュヴァル（フランス）
- 第2位　Jakob Encke（ドイツ）
- 第3位　Da Min Kim（韓国）

（コントラバス部門）
- 第1位　Jakub Fortuna（ポーランド）
- 第2位　なし
- 第3位　ウィース・ド・ブフ（ベルギー）、Minjea Soung（韓国）

### 第47回（2012年）
（ホルン部門）
- 第1位　Peter Müseler（ドイツ）
- 第2位　Maciej Baranowski（ポーランド）
- 第3位　Dániel Ember（ハンガリー）

（チューバ部門）
- 第1位　Vikentios Gionanidis（ギリシャ）
- 第2位　なし
- 第3位　Simon Wildman（アメリカ）、Rubén Durá De Lamo（スペイン）

### 第48回（2013年）
（ヴィオラ部門）
- 第1位　戸川ひより（日本）
- 第2位　Kyoung Min Park（韓国）
- 第3位　Manuel Vioque-Judde（フランス）

（チェロ部門）
- 第1位　ブルーノ・ドルペレール（フランス）
- 第2位　Sol Daniel Kim（オーストリア）
- 第3位　Edward King（ニュージーランド）

### 第49回（2014年）
（クラリネット部門）
- 第1位　ベッティナ・アウスト（ドイツ）
- 第2位　Patrick Hollich（ドイツ）
- 第3位　Wooyun Kim（韓国）

（トランペット部門）
- 第1位　Viktor Spáth（ハンガリー）
- 第2位　Fabian Neuhaus（スイス）
- 第3位　セレーナ・バザンデッラ（イタリア）

### 第50回（2015年）
（ヴァイオリン部門）
- 第1位　Ziyu He（中国）
- 第2位　岡田修一（日本）
- 第3位　森園康香（日本）

（コントラバス部門）
- 第1位　ドミニク・ワグナー（オーストリア/ドイツ）
- 第2位　Viktor Osokin（ウクライナ）
- 第3位　Marek Romanowski（ポーランド）

### 第51回（2016年）
（ホルン部門）
- 第1位　なし
- 第2位　Luís Duarte Dias Moreira（ポルトガル）、Nicolás Gómez Naval（スペイン）
- 第3位　Ivo Dudler（スイス）

（チューバ部門）
- 第1位　なし
- 第2位　Henrique Dos Santos Costa（ポルトガル）
- 第3位　Gergely Lukács（ハンガリー）、Florian Schuegraf（フランス）

### 第52回（2017年）
（ヴィオラ部門）
- 第1位　Diyang Mei（中国）
- 第2位　Karolina Errera（ロシア）
- 第3位　Sejune Kim（韓国）

（コントラバス部門）
- 第1位　Andreas Ehelebe（ドイツ）
- 第2位　Maria Krykov（フィンランド/ハンガリー）
- 第3位　Indivara Stivín（チェコ）

### 第53回（2018年）
（フルート部門）
- 第1位　Rute Fernandes（ポルトガル）
- 第2位　Joidy Blanco（ベネズエラ）
- 第3位　Stefan Gottfried Thomaschitz（オーストリア）

（ファゴット部門）
- 第1位　David Spranger（ドイツ）
- 第2位　アンドレア・チェッラッキ（イタリア）
- 第3位　Theo Plath（ドイツ）

### 第54回（2019年）
（チェロ部門）
- 第1位　YeongKwang Lee（韓国）
- 第2位　Friedrich Thiele（ドイツ）
- 第3位　Daniel Thorell（スウェーデン）

（ギター部門）
- 第1位　Hao Yang（中国）
- 第2位　ダミアーノ・ピサネッロ（スイス）
- 第3位　Zsombor Attila Sidoo（ハンガリー）